# پیوند شش
پیوند شُش یا پیوند ریه (به انگلیسی: Lung transplantation) یا (به انگلیسی: pulmonary transplantation) نوعی عمل جراحی است که در آن قسمتی یا تمام شش برداشته می‌شود و با یک شش اهدا شده جایگزین می‌شود. اهداکنندگان معمولاً افراد درگذشته می‌باشند ولی در موارد نادری می‌تواند اهدا از طرف یک فرد زنده هم باشد. در چنین مواردی، دو اهدا کننده زنده به ازای یک دریافت کننده وجود دارد که یکی از آنها شش چپ و دیگری شش راستش را اهدا می‌کند. در این موارد نادر نیز معمولاً گیرنده نسبت نزدیک با اهداکنندگان دارد.
در حالی که پیوند شش با خطراتی نیز همراه است ولی می‌تواند کیفیت زندگی و طول عمر را در بیمارانی که در مرحله پایانی بیماری‌های ریوی به سر می‌برند افزایش دهد.

## تاریخچه
اولین پیوند شش در سال ۱۹۶۳ توسط دکتر جیمز هاردی (James Hardy) در جکسون می‌سی‌سی‌پی به انجام رسید. قبل از انجام این پیوند دکتر هاردی و گروه تحقیقاتی وی چیزی در حدود ۴۰۰ پیوند را بر روی سگ انجام داده بودند. هرچند که نتیجه پیوند شش در چند روز بعد از عمل مساعد بود ولی بعد از گذشت ۱ ماه با وجود تجویز داروهای سرکوب‌کننده در جانور، شش به‌طور کامل پس زده می‌شد. اولین گیرنده شش مرد ۵۸ ساله دارای سرطان شش راه هوایی سمت چپ، انسداد راه‌های هوایی دیستال و سینه‌پهلو راجعه بود که چند ماه بعد از دریافت پیوند به علت نارسایی پیشرونده کلیه فوت کرد. بعد از کالبدگشایی علائمی از رد پیوند در بیمار مشاهده شد. با این وجود، در طول ده سال بعد تنها ۳۶ پیوند شش در سراسر جهان به انجام رسید که و اکثر دریافت کنندگان در عرض چند روز درگذشتند، و فقط دو دریافت‌کننده بیش از یک ماه زنده ماندند.
علت اصلی مرگ و میر ضعف در آناستوموز (اتصال) راه هوایی به شش، که گاهی اوقات به دلیل صدمه عروق مجاور منجر به خون‌ریزی فراوان و ورود حجم بالایی از خون به شش می‌شد.

در سال ۱۹۸۱، دکتر نورمن شاوی و همکارانش در دانشگاه استنفورد سه پیوند قلب و شش را انجام دادند. ۲ پیوند از این ۳ پیوند با موفقیت انجام شدند و دریافت کنندگان هنوز زنده بودند زمانی که تیم نتایج خود را در سال ۱۹۹۲ اعلام کردند، یکی از دریافت کنندگان به علت نارسایی چندارگان فوت نمود.
دکتر شاوی موفقیت خود را به اصلاح روش جراحی از طریق آزمایش بر روی پستانداران و ظهور داروی سیکلوسپورین، که با کاهش دوز استروئید لازم باعث کاهش اثر سرکوب‌کنندگی خود بر ناحیه آناستوموز می‌شود نسبت داد.
در سال ۱۹۸۳، گروه پیوند شش تورنتو، اولین پیوند شش موفقیت‌آمیز را انجام دادند. دریافت‌کننده یک مرد ۵۸ ساله با فیبروز ریوی بود که با گذشت چند روز بعد از عمل عارضه‌ای نداشت. این بیمار با تجویز سیکلوسپورین و آزاتیوپرین برای سرکوب دستگاه ایمنی تحت درمان قرار گرفت و همچنین داروی سرکوب‌کننده استروئید کمتر دریافت نمود تا باز شدن آناستوموز راه هوایی به حداقل برسد. با این حال، با گذشت ۲ هفته از عمل جراحی، او رد پیوند را که منجر به نارسایی تنفسی و کاهش لنفوسیت‌ها می‌شد پشت سر گذاشته و مرخص شد. هنگامی که گروه نتیجه کار را در سال ۱۹۸۶ گزارش کردند، او زنده بود و حیات کاملاً طبیعی داشت.
در طول دهه‌های بعد، تعداد پیوندهای شش انجام شده در سراسر جهان به سرعت افزایش یافت. در سال ۱۹۸۷، حدود ۴۵ پیوند انجام شد و در سال ۱۹۹۰، بیش از ۴۰۰ پیوند در سراسر جهان انجام شده‌است. فعالیت ادامه یافت و به سرعت در حال افزایش بود تا اواسط دهه ۱۹۹۰ زمانی که تعداد پیوند سالانه چیزی در حدود ۱۴۰۰ عمل افزایش یافت.

در سال‌های اخیر، تعداد پیوند شش به حدود ۲۲۰۰ پیوند در هر سال افزایش یافته‌است. عامل این نتایج تکنیک‌های جراحی مناسب، داروهای کمک‌کننده و انتخاب دریافت‌کننده مناسب می‌باشد. در واقع، شانس بقای متوسط بیماران پیوند بین سال‌های ۲۰۰۰ و ۲۰۰۶، ۵٫۵ سال در مقایسه با ۴ سال برای کسانی که پیوند بین سال‌های ۱۹۸۸ و ۱۹۹۴ بود.

## شرایط مقدماتی
پیوند شش یک روش درمانی در بیمارانی است که در مرحله پایانی بیماری‌های شش به سر می‌برند و به درمان‌های دارویی هیچ پاسخی نشان نمی‌دهند.
شرایط متفاوتی ممکن است باعث ایجاد ضرورت پیوند شوند. در سال ۲۰۰۵ بیشترین جراحی پیوند شش در ایالت متحده آمریکا به انجام رسیده‌است.
از شرایط ایجادکننده می‌توان به موارد زیر اشاره نمود:
- ۲۷٪ بیماری‌های انسداد مزمن شش مثل آمفیزم
- ۱۶٪ فیبروز ایدیوپاتیک ریوی
- ۱۴٪ فیبروز کیستیک
- ۱۲٪ فشار خون ایدیوپاتیک ریوی
- ۵٪ کمبود آلفا-۱ آنتی‌تریپسین
- ۲٪ پیوند ششی که با شکست مواجه شده‌است.
- ۲۴٪ علل دیگر، از جمله برونشکتازی و سارکوئیدوز.

## مواردی که از پیوند منع شده‌اند
با وجود وخامت بیماری‌های ریوی گاهی برخی از شرایط موجود سبب جلوگیری از پیوند می‌شوند این عوامل شامل موارد زیر می‌باشد:
- کنتر اندیکاسیون‌های مطلق:
  - وجود هم‌زمان چند بیماری مزمن (مثل نارسایی قلب، نارسایی کلیه، بیماری‌های کبدی)
  - وجود عفونت (مثل اچ‌آی‌وی یا ایدز، بیشتر از همه بیماران مبتلا به هپاتیت C به عنوان فرد اهداکننده استفاده می‌شود در صورتی که بیمار گیرنده نیز مبتلا به هپاتیت باشد)
  - ابتلاء یا درمان اخیر سرطان یا نئوپلاسم مهار نشده
  - مصرف الکل، تنباکو یا مواد مخدر در زمان پیوند
  - مشکلات روانی وخیم
  - گندخونی
- کنتراندیکاسیون‌های نسبی:
  - سن بیش از ۶۵ سال
  - سوءتغذیه
  - پوکی شدید استخوان
  - سابقه جراحی بزرگ قفسه سینه یا قلب
  - بیماری سیستیک خفیف غیر ریوی
  - نارسایی قلبی شدید یا نسبتاً شدید
  - مصرف فعلی کورتیکواستروئیدها با دوز بالا

## ویژگی‌های اهداکننده
تنها ۲۵ درصد اهدا کنندگان چند عضوی برای اهدای شش مناسب هستند ولی یک اهداکننده خوب باید دارای ویژگی‌های زیر باشد:
- سن کمتر از ۵۵ سال
- سازگاری گروه خونی (ABO)
- مصرف دخانیات کمتر از ۲۰ پاکت در سال
- تأیید سلامت شش در تصویر گرافی قفسه سینه
- فقدان آسپیراسیون یا ترومای شدید
- تطابق اندازه به‌طور نسبی
- Po۲ بیش از ۳۰۰ در اکسیژن ۱۰۰ درصد
- PEEP کمتر از ۵ سانتی‌متر مربع

## شرایط قرارگیری بیمار در لیست انتظار
معمولاً فقط افرادی که بیماری ریوی بسیار پیشرفت کرده و پیوند تنها راه درمانی می‌باشد.

برخی از عوامل شامل:
- سن
- دیابت
- عملکرد شش
- شاخص توده بدن
- تبادل اکسیژن خون
- نیاز به تهویه مکانیکی[۸]

## اقدامات قبل از عمل
شروع انجام عمل پیوند معمولاً طولانی و زمان بر است. در ابتدا یک پزشک بیمار را به یک مرکز پیوند ارجاع می‌دهد، در این مرکز فیزیولوژیست، مددکار اجتماعی و افراد دیگری با بیمار ملاقات می‌کنند.
علاوه بر بیماری ریوی بیمار، خانواده فرد و موقعیت اجتماعی، وضعیت مالی، شرایط روانی و هر گونه شرایط پزشکی دیگر در نظر گرفته می‌شوند.
تست‌هایی که قبل از پیوند باید صورت گیرند شامل موارد زیر هستند:
- تست عملکرد شش
- تست استرس قلبی
- تصویر گرافی قلب
- تست تراکم استخوان
- کتتریزاسیون عروق کرنری
- الکتروکاردیوگرام به همراه ثبت فعالیت الکتریکی قلب
- تست خون یا پوست جهت تعیین عفونت
- آنژیوگرافی
- آزمایش خون برای عملکرد شش، کبد و شمارش کامل سلول‌های خون
- سی تی اسکن قفسه سینه
- تعین گروه خونی و آنتی بادی‌های موجود جهت تطابق با عضو اهدا شده

پزشکان معمولاً پیوند شش را در صورتی که شرایط زیر وجود داشته باشند توصیه نمی‌کنند: بیماری‌های قلبی، کبدی یا کلیوی. سوءمصرف الکل یا مواد مخدر، عفونت فعال، ابتلا به سرطان.

همچنین کسی که در حال مصرف سیگار است نمی‌تواند شش را دریافت کند.

## شیوه عمل
شیوه عمل جراحی به نوع پیوند بستگی دارد که آن نیز به نوع بیماری فرد گیرنده مربوط است. اگر بیمار دارای عفونت باشد شیوه انتخابی از نوع دوبل یا دوطرفه می‌باشد. این عمل بدین دلیل است که داروهای سرکوب‌کننده دستگاه ایمنی (ایمونوساپرسیوها) که برای جلوگیری از رد پیوند لازم هستند با سرکوب دستگاه ایمنی به افزایش احتمال و عود عفونت می‌افزایند. در صورتی که شش‌ها در خطرند ولی دارای عفونت نیستند (مثل آمفیزم ریوی) در آن صورت یکی از دو شش مورد پیوند قرار می‌گیرد. در افراد مبتلا به فشار خون ریوی بهتر است تا بیمار تحت پیوند دوطرفه قرار گیرد. گاهی مواقع پزشک جراح پس از باز کردن قفسه سینه بیمار، میزان درگیری شش‌ها را مشاهده کرده و بسته به وضعیت آن تصمیم می‌گیرد که پیوند یک طرفه یا دوطرفه باشد.
در طول جراحی در حالی که بیمار در بیهوشی عمومی به سر می‌برد یک برش بر روی قفسه سینه بیمار زده می‌شود. نوع برش به نوع جراحی بستگی دارد.

## انواع پیوند شش
- پیوند شش یک طرفه(Single lung transplantation) یا (SLT):

یعنی دریافت یک شش توسط بیمار. در این جراحی توراکوتومی یا برش جراحی در یک طرف یعنی در سمت شش دریافتی انجام می‌شود و شش اهدا شده به همان ناحیه پیوند زده می‌شود. در صورتی که شش دیگر نیز قادر به تبادل اکسیژن مناسب نباشد از دستگاه‌های تهویه خارجی (دستگاه قلبی-ریوی) جهت این امر بهره برده می‌شود.

در شش جدید از سه اتصال (اصطلاحاً آناستوموز) استفاده می‌شود. این اتصالات شامل اتصال نایژه اصلی به شش دریافت شده و بعد از آن اتصال عروق ریوی می‌باشد که خود شامل اتصال سرخرگ ریوی و بعد از آن سیاهرگ ریوی است. در نهایت، برش بسته شده و دریافت‌کننده به واحد مراقبت‌های ویژه فرستاده می‌شود و بیمار برای حدود ۱۲ تا ۲۴ ساعت در خواب است.
- پیوند شش دو طرفه(Bilateral lung transplantation) یا (BLT):

در این نوع پیوند هر دو شش به بیمار پیوند زده می‌شود که به اصطلاح به آن پیوند دو طرفه یا بای لترال (a bilateral transplant)گفته می‌شود. در این عمل جراح یک برش در زیر هر پستان می‌دهد که با نام برش تراکوتومی آنتریور (anterior thoracotomy) یا قدامی شناخته می‌شود، یا اینکه یک برش از سمت راست به چپ در قسمت تحتانی پستان‌ها زده می‌شود که به آن برش استرنوتومی عرضی(transverse sternotomy) گفته می‌شود. در پیوندهای دو طرفه هر شش به صورت مجزا پیوند زده می‌شود. در ابتدا ششی که عملکرد ضعیفتری دارد برداشته می‌شود.
گیرنده از شش باقی مانده جهت تهویه استفاده می‌کند مگر اینکه عملکرد کافی نداشته باشد و نیاز به دستگاه قلبی-ریوی باشد. بعد از برداشتن اولین شش، نیمه باقی‌مانده به سه اتصال متصل می‌شود که شامل اتصال نایژه اصلی و بعد از آن اتصال عروقهای ریوی که خود شامل اتصال سرخرگ ریوی و بعد از آن سیاهرگ ریوی است. بعد از آن شش حذف و شش سالم جایگزین می‌شود و جریان خون طبیعی به شش بازگردانده می‌شود.
- پیوند شش از یک اهداکننده زنده(Transplantation of lobes from living related donors): دریافت یک لوب از شش یک فرد زنده (این نوع پیوند بسیار نادر است).
- پیوند قلب-شش (Heart-lung transplantation) یا (HLT): پیوند قلب-شش تنها راه درمان افرادی است که به‌طور هم‌زمان مبتلا به نارسایی حاد قلب و شش هستند. قلب و شش همکاری نزدیکی با یکدیگر دارند و ایجاد اختلال در عملکرد هر یک از آن‌ها می‌تواند به عضو دیگر آسیب وارد نماید. اگر آسیب ایجاد شده به‌طور هم‌زمان باشد امکان درمان یک جانبه برای آن‌ها وجود ندارد و باید به صورت مشترک تحت درمان یا پیوند قرار گیرند. این عمل بسیار سنگین، پر ریسک و دارای مدت زمان بالاتر بوده و نیازمند مراقبت حساس‌تر و دقیقتری پس از عمل است.[۱۶][۱۷]

## در طول جراحی
به‌طور کلی یک پیوند شش به صورت زیر اجرا می‌شود:
1. بیمار باید تمام جواهرآلات و دیگر مواردی که عامل عفونت هستند را خارج کند.
2. از بیمار خواسته می‌شود تا تمام لباس‌های خود را خارج کرده و به وی یک گان جهت پوشیدن داده می‌شود.
3. از بیمار یک رگ در روی دست یا بازو گرفته می‌شود. همچنین دو کتتر یکی در داخل گردن و دیگری در مچ دست جهت مانیتورینگ وضعیت قلب، فشارخون و همچنین گرفتن نمونه خون گذاشته می‌شود. دیگر مناطقی که می‌تواند کاتتر در آن قرار گیرد نواحی ساب کلاوین (تحت ترقوه) و ناحیه اینگوینال (کشاله ران) است.
4. بیمار به اتاق عمل برده می‌شود و بر روی تخت پوزیشن (وضعیت جراحی) لازم به وی داده می‌شود. این پوزیشن بستگی به نوع پیوند انجامی بر روی وی دارد. برای پیوند شش یک طرفه بیمار به طرف مقابل پیوند دراز می‌کشد و در صورتی که پیوند از نوع دوطرفه باشد بیمار در وضعیت سوپاین یا خوابیده به پشت قرار می‌گیرد و به وی گفته می‌شود که دست‌های خود را بالای سرش قرار دهد.
5. یک کتتر جهت تخلیه ادرار در مثانه بیمار گذاشته می‌شود.
6. در صورتی که در ناحیه عمل موهای زائد وجود داشته باشد باید این موها شیو (تراشیده) شود.
7. پیوند شش در حالی که بیمار در یک خواب عمیق تحت بیهوشی عمومی به انجام می‌رسد. یک لوله از طریق دهان در داخل شش بیمار گذاشته می‌شود و انتهای این لوله به دستگاه ونتیلاتور جهت القای تنفس متصل می‌شود.
8. متخصص و تکنسین بیهوشی ضربان قلب، فشار خون و فشار گاز در خون سرخرگی را در طول جراحی مورد بررسی و کنترل قرار می‌دهند.
9. پوست ناحیه عمل با یک ماده آنتی سپتیک (ضدعفونی‌کننده) ضدعفونی می‌شود.
10. جراح در روی پوست یک برش ایجاد می‌کند که بسته به نوع جراحی متفاوت است. در پیوند شش یک طرفه برش در زیر دنده‌های شش مورد عمل و در پیوند دو طرفه یک برش عرضی در زیر پستان‌های بیمار زده می‌شود.
11. شش بیمار با دقت برداشته و با شش اهدا شده جایگزین می‌شود. بسته به شرایط بیمار و نوع جراحی ممکن است در طول پیوند بیمار به یک دستگاه بای پس قلبی ریوی (ماشین قلبی ریوی) جهت تأمین اکسیژن‌رسانی و حفظ گردش خون متصل شود.
12. رگهای خونی شش جدید و راه هوایی آن متصل می‌شوند. در جراحی‌های دوطرفه این عمل به صورت هم‌زمان انجام می‌شود. این عمل جراحی چیزی در حدود ۴ تا ۱۲ ساعت به طول می‌انجامد.
13. برش جراحی توسط بخیه یا استاپلر جراحی بسته می‌شود.
14. یک باند یا پانسمان استریل بر روی سایت عمل قرار داده می‌شود.
15. یک یا بیشتر چست تیوب برای تخلیه هوا، مایع و خون از محفظه سینه برای بیمار قرار داده می‌شود تا به شش جدید اجازه اتساع کامل داده شود.
16. قبل از خروج بیمار از اتاق عمل توسط یک کتتر اپی دورال مقداری داروی ضد درد در پشت بیمار تزریق می‌شود.[۱۸][۱۹][۲۰]

معمولاً این عمل ۸–۱۰ساعت به طول می‌انجامد.

## ریکاوری بعد از عمل
بعد از جراحی بیمار به واحد مراقبت‌های ویژه برده می‌شود. بیمار برای چند روز در این واحد بستری خواهد بود و لوله‌ها و کتترهایی که برای بیمار قبل از عمل تعبیه شده بود به تدریج خارج می‌شود. لوله داخل تراشه (نای) جهت تنفس راحتتر و دیگر لوله‌ها در جهت رساندن دارو به بیمار و تخلیه ترشحات داخل بدن می‌باشند. بر روی بدن بیمار چند الکترود برای مانیتورینگ کردن عملکرد قلبی وی چسبانده می‌شود.
بعد از ترک بخش آی سی یو بیمار به بخش جراحی منتقل می‌شود.
به‌طور معمول افرادی که تحت پیوند شش قرار می‌گیرند به مدت ۱ تا ۳ هفته در اتاق عمل بستری خواهند ماند، البته برای برخی بیماران این مدت طولانی‌تر است.
قبل از ترک بیمارستان آموزش‌های لازم جهت بررسی ضربان قلب، حرارت، فشار خون، وزن و… به بیمار داده می‌شود؛ و همچنین علائم و نشانه‌های خطرناک رد پیوند را به وی آموزش می‌دهند.
در ۳ ماهه اول بعد از جراحی بیمار باید برای انجام آزمایش خون، تصویر اشعه ایکس قفسه سینه، آزمون عملکرد شش و تست‌های دیگر به بیمارستان مراجعه کند.

## رژیم غذایی بعد از جراحی
رژیم غذایی و تغذیه جنبه‌های بسیار مهمی از مراقبت‌های روزمره بعد از پیوند شش را به خود اختصاص می‌دهند.
برخی از داروهایی که بیمار مصرف می‌کنند می‌توانند باعث افزایش اشتها، فشار خون، قند خون یا احتباس مایعات شود. انتخاب شیوه زندگی سالم بسیار مهم است. سیگار نکشیدن، رژیم غذایی سالم و عدم استفاده از الکل می‌تواند به بهبود سریعتر کمک کند.
یک رژیم غذایی سالم شامل انواع میوه‌ها، سبزیجات، و غلات سبوس دار همچنین شامل گوشت بدون چربی، مرغ، ماهی، لوبیا، یا شیر کم چرب یا بدون چربی یا لبنیات می‌باشد. یک رژیم غذایی سالم باید چربی اشباع، چربی ترانس، کلسترول، سدیم (نمک)، و شکر اضافه شده کمتر داشته باشد. پردنیزولون، یکی از داروهایی که پس از پیوند تجویز می‌شود و اغلب سبب افزایش سطح قند خون همراه می‌شود؛ بنابراین، توصیه می‌شود بیمار مقدار قند را در رژیم غذایی خود کاهش دهد.

### مواد غذایی که باید محدود شوند
- غذاهای شور (چیپس، ذرت بو داده، آجیل)
- مواد غذایی کنسروی یا غذاهای آماده
- گوشت قرمز
- کره
- زرده تخم مرغ
- شیر، خامه، پنیر، دوغ، بستنی
- غذاهای سرخ شده
- آب نبات، کلوچه، کیک
- نان سفید، سیب زمینی له شده و دیگر مواد نشاسته‌ای[۲۵][۲۶]

## رد پیوند
رد شش پیوندی می‌تواند در هر زمان پس از عمل جراحی خود رخ دهد. حملات پس زدگی اغلب در طول ۱۲ ماه اول پس از پیوند رخ می‌دهد. داروهای سرکوب‌کننده دستگاه ایمنی و نداشتن نگرانی و استرس می‌تواند به جلوگیری از رد کمک کنند.
رد پیوند به راحتی قابل درمان است اگر به سرعت تشخیص داده شود به همین دلیل، دانستن علائم و نشانه‌های رد برای بیمار بسیار مهم و کمک‌کننده هستند. علائم رد پیوند شامل موارد زیر هستند:
- تب
- تنگی نفس
- کاهش تحمل ورزش
- کاهش FEV۱ و FVC

گاهی اوقات رد پیوند بدون هیچ علامتی قابل مشاهده‌ای رخ می‌دهد. در این موارد نیاز به داشت بیوپسی از شش پیوندی در فواصل زمانی مشخص است.

بعد از انجام پیوند، سه نوع رد امکان دارد رخ دهد که شامل موارد زیر می‌باشد:
- رد فوق حاد: آنتی بادی‌های مترشحه از سلول‌های لنفوسیت B فرد دهنده که به آنتی ژن‌های سطح سلول آندوتلیال عروق متصل شده و سبب واکنش می‌شوند. در این واکنش، سیستم کمپلمان فعال می‌شود و معمولاً اثر عمیقی دارد. این رد در لحظه پیوند یا چند ساعت بعد از عمل اتفاق می‌افتد.
- رد حاد: عامل این نوع رد، سلول‌های لنفوسیت T هستند. این نوع رد شایعتر است و معمولاً داروهای سرکوب‌کننده برای جلوگیری از این نوع رد تجویز می‌شوند. این رد ممکن است یک روز یا چند هفته بعد از عمل اتفاق افتد.
- رد مزمن: این نوع رد بدون هیچ علامت و نشانه‌ای حدود یک سال بعد از پیوند رخ می‌دهد. عامل این نوع رد ناشناخته است، اما رد حاد پیش‌بینی‌کننده قوی رد مزمن است.

## درمان رد پیوند شش
جهت جلوگیری از رد پیوند چندین راه درمانی وجود دارد ولی به صورت رایج تر از خط دفاعی استروئیدها، RATG و Campath استفاده می‌شود.
- استروئیدها(Steroids):درمان رد معمولاً از سه دوز روزانه از داروی استروئید تزریقی به نام متیل پردنیزولون تشکیل شده‌است. این دارو همچنین به عنوان Medrol شناخته شده‌است، و یک فرم داخل وریدی پردنیزون است.

دوزهای بالا از استروئیدها ممکن است منجر به قند خون بالا یا افزایش دیابت پس از پیوند شود؛ بنابراین، بیمار باید قند خون خود را قبل از غذا و هنگام خواب زمانی که در حال گذراندن دوره درمانی جلوگیری از رد است کنترل نماید.
- گلوبولین آنتی تیموسیت خرگوشی(Rabbit Anti-Thymocyte Globulin (RATG:اگر رد بسیار شدید باشد یا ادامه یابد پس از محلول Medrol و دوز بالای پردنیزون بیمار برای داروی آماده‌سازی به گلوبولین آنتی تیموسیت خرگوشی(RATG یا Thymoglobulin) آماده خواهد شد.

همان‌طور که از نام این دارو پیداست، RATG از سرم (بخشی از خون) خرگوش آماده گشته‌است. این دارو شامل آنتی‌بادی قدرتمند در برابر سلول‌های رد انسان است و باید در بیمارستان داده شود.

از آنجا که RATG تأثیر تضعیف دستگاه ایمنی بدن خود را حتی بیشتر از داروهای نگهدارنده ضد رد دارد، در نتیجه احتمال ابتلاء به عفونت را پس از دریافت این درمان بیشتر خواهد شد.
- Campath:اگر رد بعد از درمان با هر دو استروئیدها و RATG همچنان ادامه یابد، بیمار دارویی به نام Campath برای درمان رد دریافت خواهد کرد. Campath یک داروی ضد رد بسیار قوی است که ممکن است در بیمارستان یا در یک مرکز تزریق سرپایی تجویز شود.

بیمار فقط یک دوز از این دارو را دریافت خواهد کرد، اما اثر آن بر دستگاه ایمنی بدن تا زمان بسیار طولانی بعد از دریافت باقی خواهد ماند. پس از دریافت Campath، بیمار نیاز به دریافت طولانی مدت دارو جهت جلوگیری از هر دو عفونت CMV و عفونت قارچ دارد.

## خطرات
- خطرات بیهوشی:
  - مشکلات تنفسی
- واکنش‌های دارویی:
  - خونریزی
  - عفونت
- دیگر خطرات مربوط به پیوند:
  - DVT یا ترومبوز عروق عمقی پا
  - دیابت
  - نازک شدن استخوان
  - افزایش سطح کلسترول خون به علت مصرف داروهای دریافت شده بعد از پیوند
  - ضعف دستگاه ایمنی به علت مصرف داروهای حاوی استروئید سرکوب‌کننده دستگاه ایمنی
  - آسیب به کبد، کلیه‌ها، و دیگر ارگان‌های بدن به علت مصرف داروهای ضد رد پیوند
  - افزایش خطر ابتلاء به سرطان در آینده
- خطرات ناشی از پیوند شش:
  - دشواری در پیوند خوردن رگ‌های تازه و نایژه
  - رد شش که ممکن است در ۴ تا ۶ هفته اول یا در طول زمان رخ دهد.
  - آسیب به عصب فرنیک، عصب راجعه و حنجره
  - سکته قلبی
  - مشلات تکنیکی در آناستوموز[۲۹][۳۰]

## پیش آگهی
احتمال بقای یکساله بیش از ۷۰ درصد، شانس بقای ۵ ساله کمتر از ۵۰ درصد.

این عمل جراحی در موارد درمان آمفیزیم و فیبروز سیستیک بهترین شانس بقا را دارد این در حالی است که برای درمان فشار خون ریوی کمترین میزان شانس بقا را شامل می‌شود.
مرگ زودرس اغلب بعد از گذشت کمتر از۹۰ روز بعد از عمل جراحی و به دنبال عفونت، نارسایی عضو اهدایی، رد پیوند، خون‌ریزی و جدایی راه‌های هوایی رخ می‌دهد.

مرگ دیررس اغلب به دنبال عفونت، رد پیوند مزمن، التهاب نایژک ازبین‌برنده (نوعی اختلال التهابی برگشت‌پذیر مجاری کوچک تنفسی یا بدخیمی تنفسی که در ۵۰ درصد دریافت کنندگان شش در درازمدت رخ می‌دهد و باعث نارسایی تنفسی می‌شود)، نارسایی تنفسی یا بدخیمی بروز می‌کند.